# Glasmalerei Champigneulle

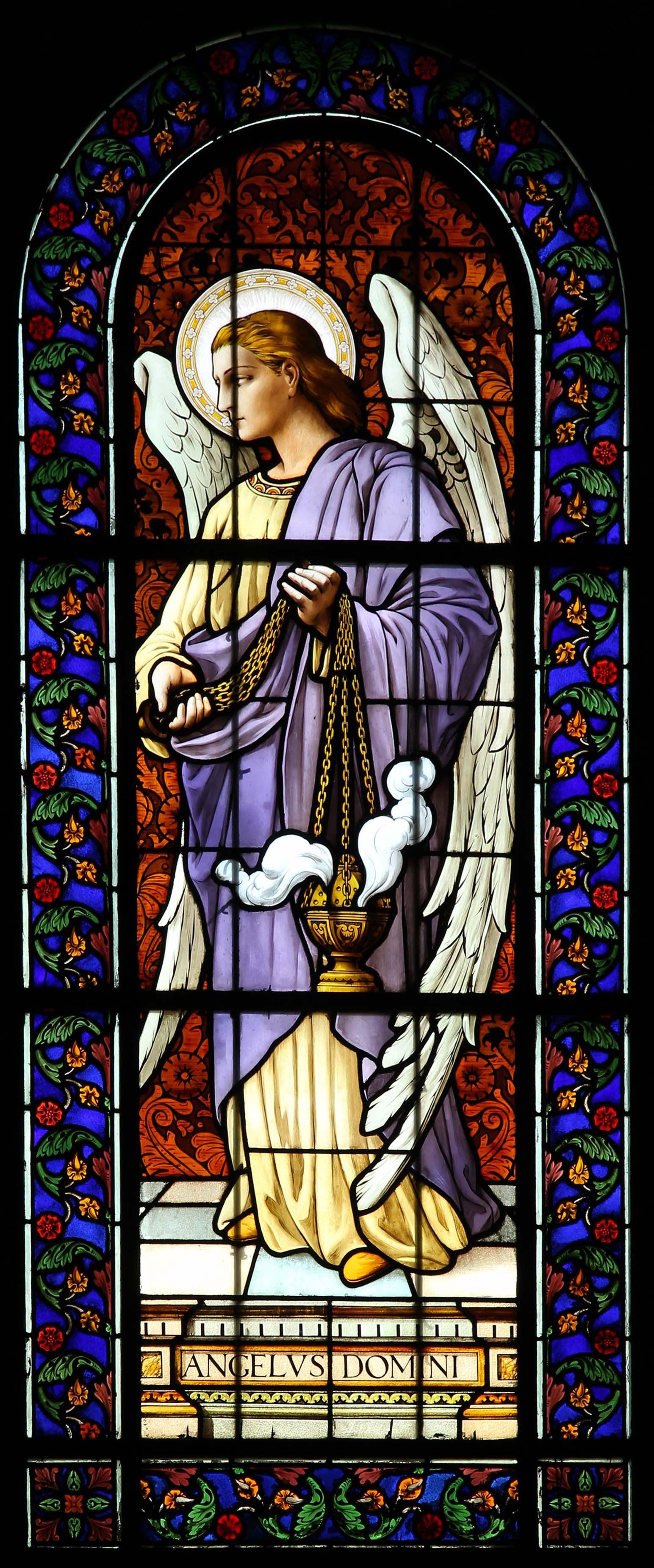
Bleiglasfenster der Glasmalerei Champigneulle mit der Darstellung eines Engels in der Kirche St-Jacques-St-Christophe in Paris

Die Glasmalerei Champigneulle wurde 1868 von Charles  Champigneulle (1820–1882) in Metz gegründet. 
Charles Champigneulle kaufte die alteingesessene Glasmalerei Maréchal und gründete Filialen in Brüssel (1874) und London (1881). Der älteste Sohn Charles  Champigneulle (1853–1905) übernahm 1881 die Firma Coffetier in Paris und der jüngste Sohn Emmanuel  Champigneulle (1860–1942) machte sich in Bar-le-Duc als Glasmaler selbständig. 
Die Glasmalerei Champigneulle war sehr innovativ und führte neue Formen, inspiriert vom Symbolismus und von Japan, in der Glasmalerei ein.